# 南极地区

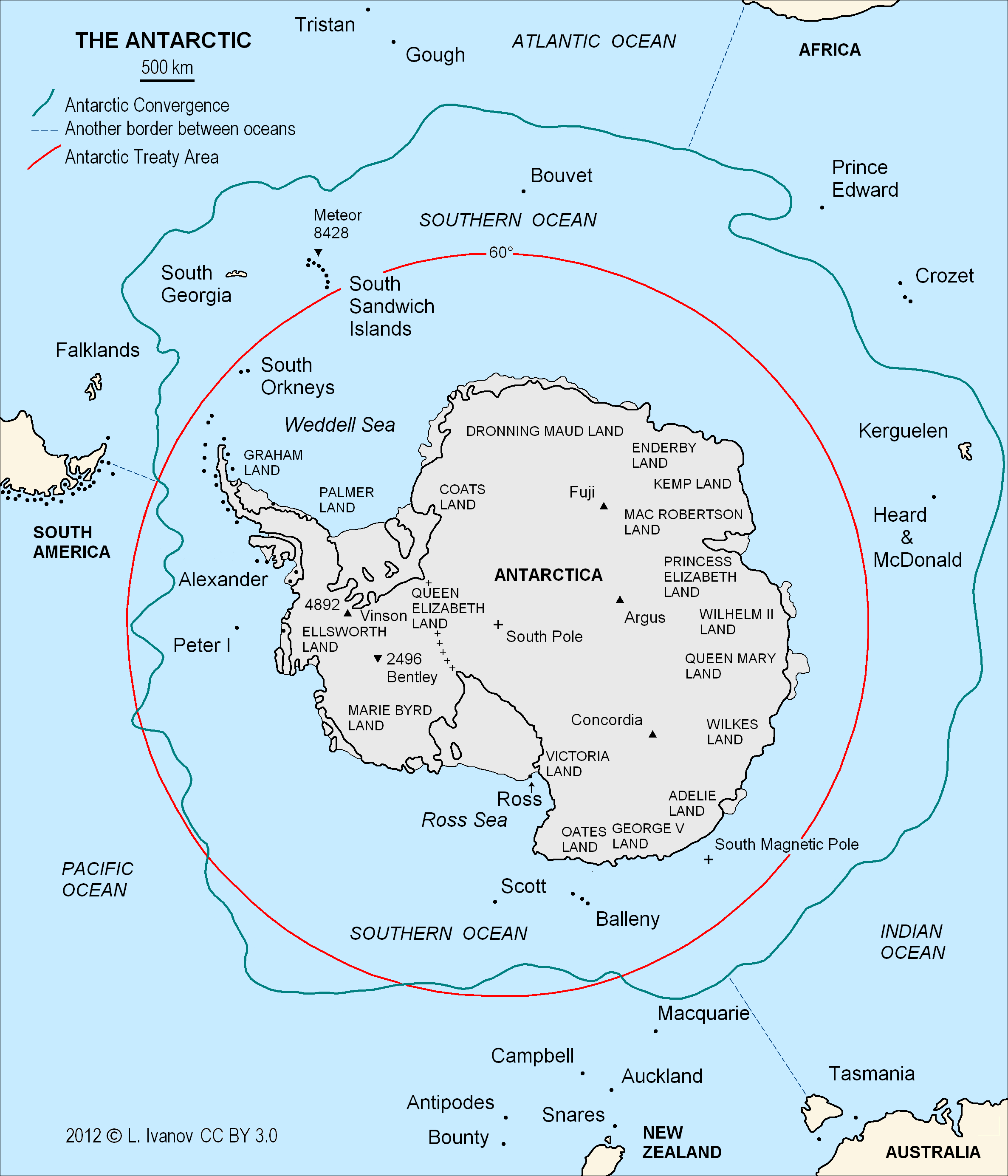
标示了南极辐合带（蓝色）和 南纬60度线（红色）的南极地区地图

南极地区（英语：Antarctic）是地球南面的极地，通常指南极圈以南的地区，即绝大部分的南极洲，广义上包含南极洲及其附近的岛屿。

## 地理
根据南极条约体系的定义，南极地区是指南纬60°以南的一切。条约区域包括南极洲和巴伦尼群岛、彼得一世岛、斯科特岛、南奥克尼群岛和南设得兰群岛，然而，该区域不包括南极辐合带。这是一个过渡带，南大洋的冷水与北部的暖水碰撞，形成该地区的天然边界。由于辐合带随季节变化，《南极海洋生物资源养护公约》通过沿纬度纬线和经度经线连接指定点来近似辐合带。该公约的实施由总部位于澳大利亚霍巴特的国际委员会管理，该委员会通过有效的年度捕鱼配额、许可证和渔船检查系统以及卫星监视进行管理。
还有一些岛屿位于南纬60°（与南纬 60°）平行于北部的南极辐合带之间，其各自的 200 海里（370公里）专属经济区属于拥有它们的国家管辖范围：南乔治亚岛和南桑威奇群岛（英国）、布韦岛（挪威）以及赫德和麦克唐纳群岛（澳大利亚）。
凯尔盖伦群岛（法国，也是欧盟海外领土）位于南极交汇区，而火地岛、福克兰群岛、洛斯埃斯塔多斯岛、带合恩角的霍诺斯岛、迭戈拉米雷斯群岛、 坎贝尔岛、麦格理岛、阿姆斯特丹和圣保罗群岛、克罗泽群岛、爱德华王子群岛、高夫岛和特里斯坦达库尼亚群岛仍在辐合带以北，因此位于南极地区之外。

## 生态
南极地区的动物主要有海豹，企鹅，信天翁，南极海燕，鲸鱼，鱼类，如南极鱼亚目、鳞头犬牙南极鱼，鱿鱼，南极磷虾等
南极洲大陆的大部分地区永久被冰雪覆盖，只有不到 1% 的土地暴露在外。开花植物只有两种，南极毛草(Deschampsia antarctica)和南极珍珠草(Colobanthus quitensis)，但有一系列苔藓、地衣真菌。